# Taxonomía de Euphorbiaceae
Se presenta una taxonomía de la familia de las Euphorbiaceae, de acuerdo a recientes estudios moleculares. Esta compleja familia previamente comprendía cinco subfamilias: Acalyphoideae, Crotonoideae, Euphorbioideae, Phyllanthoideae, y Oldfieldioideae. Las 3 primeras son familias uniovuladas y las dos restantes son biovuladas.
Ahora, en 2007, las Euphorbiáceas han sido divididas en 5 familias: las 3 subfamilias uniovuladas siguen en las Euphorbiaceae en strictu sensus, con la tribe Galearieae en las Acalyphoideae formando la mayoría de la familia Pandaceae. La subfamilia biovulada Phyllanthoideae ha pasado a ser la familia Phyllanthaceae, con la tribu Drypeteae como familia Putranjivaceae y la tribu Centroplaceae parte de las Pandaceae. La otra subfamilia biovulada Oldfieldioideae ha pasado a ser de las Picrodendraceae.

## Subfamilia Acalyphoideae

### Tribu Acalypheae
12 subtribus y 32 géneros:
Subtribu Acalyphinae
Acalypha (también Acalyphes, Acalyphopsis, Calyptrospatha, Caturus, Corythea, Cupameni, Galurus, Gymnalypha, Linostachys, Mercuriastrum, Odonteilema, Paracelsea, Ricinocarpus, Schizogyne, Usteria)
Subtribu Adrianinae
Adriana (también Meialisa, Trachycaryon)
Subtribu Claoxylinae
Claoxylon (también Erythrochilus, Erythrochylus)
Claoxylopsis
Discoclaoxylon
Erythrococca (también Athroandra, Autrandra, Chloropatane, Deflersia, Poggeophyton, Rivinoides)
Micrococca
Subtribu Cleidiinae
Cleidion (también Lasiostyles, Psilostachys, Redia, Tetraglossa)
Sampantaea
Wetria (también Pseudotrewia)
Subtribu Dysopsidinae
Dysopsis (también Mirabellia, Molina)
Subtribu Lasiococcinae
Clonostylis
Homonoia (también llamada Haematospermum, Lumanaja])
Lasiococca
Spathiostemon (también Polydragma)
Subtribu Lobaniliinae
Lobanilia
Subtribu Macaranginae
Macaranga (también Adenoceras, Mappa, Mecostylis, Pachystemon, Panopia, Phocea, Tanarius)
Subtribu Mareyinae
Mareya
Mareyopsis
Subtribu Mercurialinae
Mercurialis (también Cynocrambe, Discoplis, Synema)
Leidesia
Seidelia
Subtribu Ricininae
Ricinus
Subtribu Rottlerinae
Avellanita
Coccoceras
Cordemoya (Boutonia)
Deuteromallotus
Mallotus (planta) (Aconceveibum, Axenfeldia, Coelodiscus, Diplochlamys, Echinocroton, Echinus, Hancea, Lasipana, Plagianthera, Rottlera,Stylanthus)
Neotrewia
Octospermum
Rockinghamia
Trewia (Canschi, Trevia)

### Tribu Adelieae
5 géneros:
Adelia (Ricinella)
Crotonogynopsis
Enriquebeltrania (Beltrania)
Lasiocroton
Leucocroton

### Tribu Agrostistachydeae
4 géneros:
Agrostistachys (Heterocalyx, Sarcoclinium)
Chondrostylis (Kunstlerodendron)
Cyttaranthus
Pseudagrostistachys

### Tribu Alchorneae
2 subtribus y 7 géneros:
Subtribu Alchorneinae
Alchornea (Bleekeria, Cladodes, Hermesia, Lepidoturus, Schousboea, Stipellaria)
Aparisthmium
Bocquillonia (Ramelia)
Orfilea (Diderotia, Laurembergia)
Subtribu Conceveibinae
Conceveiba (Conceveibastrum, Conceveibum, Veconcibea)
Gavarretia
Polyandra

### Tribu Ampereae
2 géneros:
Amperea (Leptomeria)
Monotaxis (Hippocrepandra, Reissipa)

### Tribu Bernardieae
6 géneros:
Adenophaedra
Amyrea
Bernardia (Alevia, Bernarda, Bernhardia, Bivonia, Passaea, Phaedra, Polyboea, Traganthus, Tyria)
Discocleidion
Necepsia (Neopalissya, Palissya)
Paranecepsia

### Tribu Caryodendreae
3 géneros:
Alchorneopsis
Caryodendron (Centrodiscus)
Discoglypremna

### Tribu Chaetocarpeae
2 géneros:
Chaetocarpus (Gaedawakka, Mettenia, Neochevaliera, Regnaldia)
Trigonopleura (Peniculifera)

### Tribu Cheiloseae
2 géneros:
Cheilosa
Neoscortechinia (Alcineanthus, Scortechinia)

### Tribu Chrozophoreae

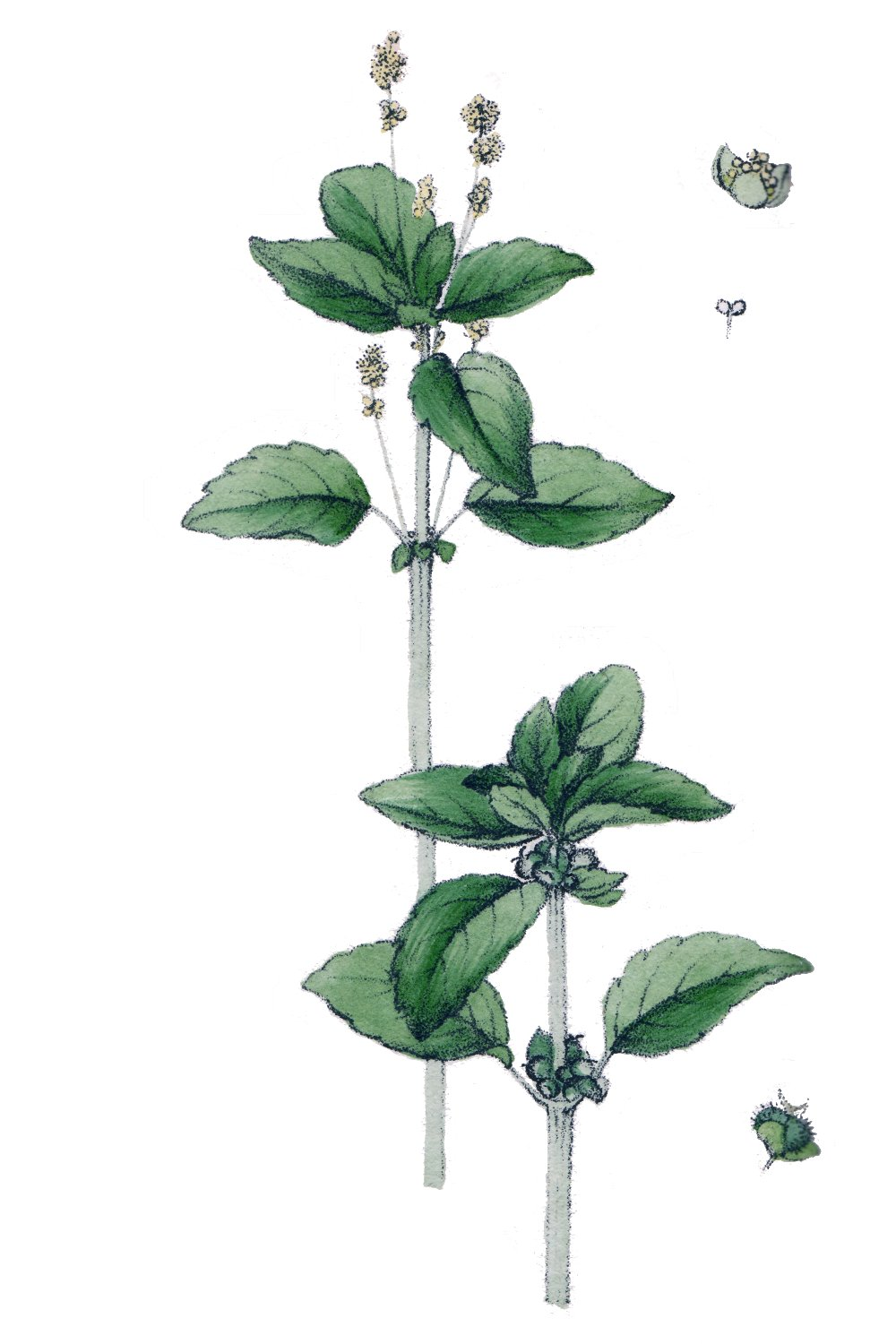
Mercurio anual (Mercurialis annua).

4 subtribus y 12 géneros:
Subtribu Chrozophorinae
Chrozophora (Crossophora, Crozophora, Ricinoides, Tournesol, Tournesolia)
Subtribu Ditaxinae
Argythamnia (Argithamnia, Argothamnia, Argyrothamnia, Argytamnia, Odotalon, Serophyton)
Caperonia (Acanthopyxis, Androphoranthus, Cavanilla, Lepidococea, Meterana)
Chiropetalum (Aonikena, Desfontaena, Desfontaina, Desfontainea)
Ditaxis (Aphora, Paxiuscula, Stenonia)
Philyra (Phyllera)
Subtribu Doryxylinae
Doryxylon (Mercadoa, Sumbavia)
Melanolepis
Sumbaviopsis (Adisa, Adisca)
Thyrsanthera
Subtribu Speranskiinae
Speranskia

### Tribu Clutieae
2 géneros:
Clutia (Altora, Cluytia, Clytia)
Kleinodendron

### Tribu Dicoelieae
1 género:
Dicoelia

### Tribu Epiprineae
2 subtribus y 9 géneros:
Subtribu Epiprininae
Adenochlaena (Niedenzua, Centrostylis)
Cephalocroton
Cephalocrotonopsis
Cladogynos (Adenogynum, Baprea, Chloradenia)
Cleidiocarpon (Sinopimelodendron)
Epiprinus
Koilodepas (Caelodepas, Calpigyne, Coelodepas, Nephrostylus)
Symphyllia
Subtribu Cephalomappinae
Cephalomappa (Muricococcum)

### Tribu Erismantheae
3 géneros:
Erismanthus
Moultonianthus
Syndyophyllum

### Tribu Omphaleae
1 género:
Omphalea (Duchola, Hebecocca, Hecatea, Neomphalea, Omphalandria, Ronnowia)

### Tribu Pereae
1 género:
Pera

### Tribu Plukenetieae
3 subtribus y 13 géneros:
Subtribu Dalechampiinae
Dalechampia (Cremophyllum, Dalechampsia, Megalostylis, Rhopalostylis)
Subtribu Plukenetiinae
Angostylis (Angostyles)
Astrococcus
Plukenetia (Accia, Angostylidium, Apopandra, Botryanthe, Ceratococcus, Elaeophora, Eleutherostigma, Fragariopsis, Hedraiostylus, Pseudotragia, Pterococcus, Sajorium, Tetracarpidium o Vigia)
Haematostemon
Romanoa (Anabaena, Anabaenella)
Subtribu Tragiinae
Acidoton (Durandeeldia, Gitara)
Cnesmone (Cenesmon, Cnesmosa)
Megistostigma (Clavistylus)
Pachystylidium
Platygyna (Acanthocaulon)
Sphaerostylis
Tragia (Agirta, Allosandra, Bia, Ctenomeria, Lassia, Leptobotrys, Leptorhachis, Leucandra, Schorigeram, Zuckertia)

### Tribu Pogonophoreae
1 género:
Pogonophora (Poraresia)

### Tribu Pycnocomeae
2 subtribus y 7 géneros:
Subtribu Blumeodendrinae
Blumeodendron
Botryophora (Botryospora, Botryphora)
Podadenia
Ptychopyxis (Clarorivinia)
Subtribu Pycnocominae
Argomuellera (Neopycnocoma, Wetriaria)
Droceloncia
Pycnocoma (Comopyena)

### Tribu Sphyranthereae
1 género:
Sphyranthera

## Subfamilia Crotonoideae

### Tribu Adenoclineae
2 subtribus y 6 géneros:
Subtribu Adenoclininae
Adenocline (Adenoclina, Diplostylis, Paradenocline)
Ditta
Glycydendron
Klaineanthus
Tetrorchidium (Hasskarlia, Tetrorchidiopsis)
Subtribu Endosperminae
Endospermum (Capellenia)

### Tribu Aleuritideae
Tribu con 6 subtribus y 16 géneros:
Subtribu Aleuritinae
Aleurites (Camirium)
Reutealis
Vernicia (Ambinux, Dryandra, Elaeococca)
Subtribu Benoistiinae
Benoistia
Subtribu Crotonogyninae
Crotonogyne (Neomanniophyton)
Cyrtogonone
Manniophyton
Subtribu Garciinae
Garcia (o Carcia)
Subtribu Grosserinae
Anomalocalyx
Cavacoa
Grossera
Neoholstia (Holstia)
Sandwithia
Tannodia (Domohinea)
Tapoides
Subtribu Neoboutoniinae
Neoboutonia

### Tribu Codiaeae
15 géneros:
Acidocroton
Baliospermum
Baloghia (Steigeria)
Blachia (Deonia)
Codiaeum (Crozophyla, Junghuhnia, Phyllaurea, Synaspisma)
Colobocarpos
Dimorphocalyx
Dodecastigma
Fontainea
Hylandia
Ophellantha
Ostodes
Pantadenia
Sagotia
Strophioblachia

### Tribu Crotoneae
5 géneros:
Brasiliocroton
Croton (Agelandra, Aldinia, Angelandra, Anisepta, Anisophyllum, Argyra, Argyrodendron, Astraea, Astrogyne, Aubertia, Banalia, Barhamia, Brachystachys, Calypteriopetalon, Cascarilla, Centrandra, Cieca, Cleodora, Codonocalyx, Comatocroton, Crotonanthus, Crotonopsis, Cyclostigma, Decarinium, Drepadenium, Eluteria, Engelmannia, Eremocarpus, Eutrophia, Friesia, Furcaria, Geiseleria, Gynamblosis, Halecus, Hendecandas, Heptallon, Heterochlamys, Heterocroton, Julocroton, Klotzschiphytum, Kurkas, Lasiogyne, Leptemon, Leucadenia, Luntia, Macrocroton, Medea, Merleta, Monguia, Myriogomphus, Ocalia, Oxydectes, Palanostigma, Penteca, Pilinophyton, Piscaria, Pleopadium, Podostachys, Saipania, Schradera, Semilta, Tiglium, Timandra, Tridesmis, Triplandra, Vandera)
Mildbraedia (Neojatropha, Plesiatropha)
Moacroton (Cubacroton)
Paracroton (Desmostemon, Fahrenheitia)

### Tribu Elateriospermeae
1 género:
Elateriospermum (Elaterioides, Elaterispermum)

### Tribu Gelonieae
2 géneros:
Cladogelonium
Suregada (Ceratophorus, Erythrocarpus, Gelonium, Owataria)

### Tribu Jatropheae
8 géneros:
Annesijoa
Deutzianthus
Jatropha (Adenorhopium, Adenoropium, Castiglionia, Collenucia, Curcas, Jatropa, Loureira, Mesandrinia, Mozinna, Zimapania)
Joannesia (Anda, Andicus)
Leeuwenbergia
Loerzingia
Oligoceras
Vaupesia

### Tribu Manihoteae
2 géneros:
Cnidoscolus (Bivonea, Jussieuia, Mandioca, Victorinia) - Cnidolscolus stimulosus
Manihot (Hotnima, Janipha, Manihotoides)

### Tribu Micrandreae
2 subtribus y 4 géneros:
Subtribu Heveinae
Hevea (Caoutchoua, Micrandra, Siphonanthus, Siphonia)
Subtribu Micrandrinae
Cunuria
Micrandra (Clusiophyllum, Pogonophyllum)
Micrandropsis

### Tribu Ricinocarpeae
2 subtribus y 7 géneros:
Subtribu Bertyinae
Bertya (Lambertya)
Borneodendron
Cocconerion
Myricanthe
Subtribu Ricinocarpinae
Alphandia
Beyeria (Beyeriopsis, Calyptrostigma, Clavipodium)
Ricinocarpus (Echinosphaera, Ricinocarpus, Roeperia)

### Tribu Ricinodendreae
2 géneros:
Ricinodendron
Schinziophyton

### Tribu Trigonostemoneae
1 género:
Trigonostemon (Actephilopsis, Athroisma, Enchidium, Kurziodendron, Neotrigonostemon, Nepenthandra, Poilaniella, Prosartema, Silvaea, Telogyne, Tritaxis, Tylosepalum)

## Subfamilia Euphorbioideae

### Tribu Euphorbieae
3 subtribus y 6 géneros:
Subtribu Anthosteminae
Anthostema
Dichostemma
Subtribu Euphorbiinae
Cubanthus (a ser transferida a Euphorbia)
Euphorbia (Ademo, Adenopetalum, Adenorima, Agaloma, Aklema, Alectoroctonum, Allobia, Anisophyllum, Anthacantha, Aplarina, Arthrothamnus, Bojeria, Ceraselma, Chamaesyce, Characias, Chylogala, Crepidaria, Ctenadena, Cyathophora, Cystidospermum, Dactylanthes, Dematra, Desmonema, Diadenaria, Dichrophyllum, Dichylium, Diplocyathium, Ditritra, Elaeophorbia, Endadenium, Endoisila, Epurga, Esula, Euforbia, Eumecanthus, Euphorbiastrum, Euphorbiodendron, Euphorbiopsis, Euphorbium, Galarhoeus, Hexadenia, Kanopikon, Kobiosis, Lacanthis, Lathyris, Lepadena, Leptopus, Lophobios, Lortia, Lyciopsis, Medusea, Monadenium, Nisomenes, Ossifraga, Peccana, Pedilanthus, Petalandra, Pleuradena, Poinsettia, Pythius, Sclerocyathium, Stenadenium, Sterigmanthe, Synadenium, Tithymaloides, Tithymalopsis, Tithymalus, Torfasadis, Treisia, Tricherostigma, Trichosterigma, Tumalis, Vallaris, Ventenatia, Xamesike, Zalitea, Zygophyllidium)
Subtribu Neoguillauminiinae
Calycopeplus
Neoguillauminia

### Tribu Hippomaneae
2 subtribus y 33 géneros:
Subtribu Carumbiinae
Omalanthus (Carumbium, Dibrachion, Dibrachium, Duania, Wartmannia)
Subtribu Hippomaninae
Actinostemon (Dactylostemon)
Adenopeltis
Anomostachys
Balakata
Bonania (Hypocoton)
Colliguaja
Conosapium
Dalembertia (Alcoceria)
Dendrocousinsia
Dendrothrix
Ditrysinia
Duvigneaudia
Excoecaria (Commia, Glyphostylus)
Falconeria
Grimmeodendron
Gymnanthes (Adenogyne, Ateramnus)
Hippomane (Mancanilla, Mancinella)
Mabea
Maprounea (Aegopicron, Aegopricon, Aegopricum)
Neoshirakia (Shirakia)
Pleradenophora
Pseudosenefeldera
Rhodothyrsus
Sapium (Carumbium, Gymnobothrys, Sapiopsis, Seborium, Shirakiopsis, Stillingfleetia, Taeniosapium) - Triadica sebifera
Sclerocroton
Sebastiania (Clonostachys, Cnemidostachys, Elachocroton, Gussonia, Microstachys, Sarothrostachys, Tragiopsis)
Senefeldera
Senefelderopsis
Spegazziniophytum
Spirostachys
Stillingia (Gymnostillingia)
Triadica

### Tribu Hureae
4 géneros:
Algernonia
Hura
Ophthalmoblapton
Tetraplandra (Dendrobryon)

### Tribu Pachystromateae
1 género:
Pachystroma (Acantholoma)

### Tribu Stomatocalyceae
2 subtribus y 4 géneros:
Subtribu Hamilcoinae
Hamilcoa
Nealchornea
Subtribu Stomatocalycinae
Pimelodendron (también Stomatocalyx)
Plagiostyles